# Mormia reptens
Mormia reptens är en tvåvingeart som först beskrevs av Quate 1965.  Mormia reptens ingår i släktet Mormia och familjen fjärilsmyggor.
Artens utbredningsområde är Filippinerna. Inga underarter finns listade i Catalogue of Life.